# Deux de couple masculin aux Jeux olympiques d'été de 2012
Navigation
Pékin 2008 Rio de Janeiro 2016
L'épreuve masculine du deux de couple des Jeux olympiques d'été 2012 de Londres se déroulera sur le Dorney Lake du 28 juillet au 2 août 2012.

## Horaires
Les temps sont donnés en Western European Summer Time (UTC+1)
| Date                     | Temps   | Série          |
| ------------------------ | ------- | -------------- |
| Samedi 28 juillet 2012   | 10 h 30 | Qualifications |
| Dimanche 29 juillet 2012 | 9 h 30  | Repêchages     |
| Mardi 31 juillet 2012    | 12 h 20 | Demi-finale    |
| Jeudi 2 août 2012        | 9 h 50  | Finale B       |
| Jeudi 2 août 2012        | 11 h 50 | Finale A       |

## Médaillés
| Or                                            | Argent                                 | Bronze                       |
| Nouvelle-Zélande Nathan Cohen Joseph Sullivan | Italie Romano Battisti Alessio Sartori | Slovénie Iztok Cop Luka Spik |

## Résultats

### Qualifications
Les trois premiers bateaux de chaque série se qualifient pour les demi-finales. Les autres équipages vont aux repêchages.

#### Série 1
| Rang | Athlètes                           | Pays      | Temps         | Notes            |
| ---- | ---------------------------------- | --------- | ------------- | ---------------- |
| 1    | Eric Knittel Stephan Krüger        | Allemagne | 6 min 17 s 74 | Demi-finales A/B |
| =2   | Rolandas Maščinskas Saulius Ritter | Lituanie  | 6 min 17 s 78 | Demi-finales A/B |
| =2   | Luka Špik Iztok Čop                | Slovénie  | 6 min 17 s 78 | Demi-finales A/B |
| 4    | David Crawshay Scott Brennan       | Australie | 6 min 21 s 25 | Repechage        |
| 5    | Michael Braithwaite Kevin Kowalyk  | Canada    | 6 min 34 s 11 | Repêchage        |

#### Série 2
| Rang | Athlètes                        | Pays    | Temps         | Notes            |
| ---- | ------------------------------- | ------- | ------------- | ---------------- |
| 1    | Nils Jakob Hoff Kjetil Borch    | Norvège | 6 min 16 s 31 | Demi-finales A/B |
| 2    | Alessio Sartori Romano Battisti | Italie  | 6 min 18 s 50 | Demi-finales A/B |
| 3    | Julien Bahain Cédric Berrest    | France  | 6 min 19 s 61 | Demi-finales A/B |
| 4    | Dmytro Mikhai Artem Morozov     | Ukraine | 6 min 49 s 70 | Repêchage        |

#### Série 3
| Rang | Athlètes                     | Pays             | Temps              | Notes            |
| ---- | ---------------------------- | ---------------- | ------------------ | ---------------- |
| 1    | Nathan Cohen Joseph Sullivan | Nouvelle-Zélande | 6 min 11 s 30 (MO) | Demi-finales A/B |
| 2    | Bill Lucas Sam Townsend      | Grande-Bretagne  | 6 min 11 s 94      | Demi-finales A/B |
| 3    | Ariel Suárez Cristian Rosso  | Argentine        | 6 min 13 s 68      | Demi-finales A/B |
| 4    | Juri-Mikk Udam Geir Suursild | Estonie          | 6 min 33 s 88      | Repêchage        |

### Repêchages
| Rang | Athlètes                          | Pays      | Temps         | Notes            |
| ---- | --------------------------------- | --------- | ------------- | ---------------- |
| 1    | David Crawshay Scott Brennan      | Australie | 6 min 25 s 36 | Demi-finales A/B |
| 2    | Dmytro Mikhai Artem Morozov       | Ukraine   | 6 min 30 s 19 | Demi-finales A/B |
| 3    | Michael Braithwaite Kevin Kowalyk | Canada    | 6 min 30 s 74 | Demi-finales A/B |
| 4    | Juri-Mikk Udam Geir Suursild      | Estonie   | 6 min 38 s 50 | Éliminés         |

### Demi-finales

#### Demi-finales 1
| Rang | Athlètes                        | Pays             | Temps         | Notes    |
| ---- | ------------------------------- | ---------------- | ------------- | -------- |
| 1    | Ariel Suárez Cristian Rosso     | Argentine        | 6 min 19 s 40 | Finale A |
| 2    | Nathan Cohen Joseph Sullivan    | Nouvelle-Zélande | 6 min 19 s 79 | Finale A |
| 3    | Alessio Sartori Romano Battisti | Italie           | 6 min 20 s 68 | Finale A |
| 4    | Eric Knittel Stephan Krüger     | Allemagne        | 6 min 22 s 54 | Finale B |
| 5    | David Crawshay Scott Brennan    | Australie        | 6 min 23 s 47 | Finale B |
| 6    | Dmytro Mikhai Artem Morozov     | Ukraine          | 6 min 36 s 52 | Finale B |

#### Demi-finales 2
| Rang | Athlètes                           | Pays            | Temps         | Notes    |
| ---- | ---------------------------------- | --------------- | ------------- | -------- |
| 1    | Luka Špik Iztok Čop                | Slovénie        | 6 min 19 s 97 | Finale A |
| 2    | Rolandas Maščinskas Saulius Ritter | Lituanie        | 6 min 21 s 62 | Finale A |
| 3    | Bill Lucas Sam Townsend            | Grande-Bretagne | 6 min 22 s 47 | Finale A |
| 4    | Nils Jakob Hoff Kjetil Borch       | Norvège         | 6 min 22 s 88 | Finale B |
| 5    | Julien Bahain Cédric Berrest       | France          | 6 min 29 s 61 | Finale B |
| 6    | Michael Braithwaite Kevin Kowalyk  | Canada          | 6 min 38 s 94 | Finale B |

### Finales

#### Finale B
| Rang | Athlètes                          | Pays      | Temps         | Notes |
| ---- | --------------------------------- | --------- | ------------- | ----- |
| 1    | Nils Jakob Hoff Kjetil Borch      | Norvège   | 6 min 20 s 82 |       |
| 2    | David Crawshay Scott Brennan      | Australie | 6 min 22 s 19 |       |
| 3    | Eric Knittel Stephan Krüger       | Allemagne | 6 min 23 s 36 |       |
| 4    | Julien Bahain Cédric Berrest      | France    | 6 min 26 s 44 |       |
| 5    | Dmytro Mikhai Artem Morozov       | Ukraine   | 6 min 31 s 51 |       |
| 6    | Michael Braithwaite Kevin Kowalyk | Canada    | 6 min 32 s 61 |       |

#### Finale A
| Rang                                | Athlètes                           | Pays             | Temps         | Notes |
| ----------------------------------- | ---------------------------------- | ---------------- | ------------- | ----- |
| Médaille d'or, Jeux olympiques      | Nathan Cohen Joseph Sullivan       | Nouvelle-Zélande | 6 min 31 s 67 |       |
| Médaille d'argent, Jeux olympiques  | Alessio Sartori Romano Battisti    | Italie           | 6 min 32 s 80 |       |
| Médaille de bronze, Jeux olympiques | Luka Špik Iztok Čop                | Slovénie         | 6 min 34 s 35 |       |
| 4                                   | Ariel Suárez Cristian Rosso        | Argentine        | 6 min 36 s 36 |       |
| 5                                   | Bill Lucas Sam Townsend            | Grande-Bretagne  | 6 min 40 s 54 |       |
| 6                                   | Rolandas Maščinskas Saulius Ritter | Lituanie         | 6 min 42 s 69 |       |

## Sources
- Site officiel de Londres 2012
- (en) Site de la fédération internationale d'aviron
- (en) Programme des compétitions